# Nikolaï Tchekhov
Nikolaï Pavlovitch Tchekhov, né le 23 mai 1858 à Taganrog et mort le 29 juin 1889 à Louka, village du gouvernement de Kharkov, est un peintre russe. Il était le frère de l'écrivain et dramaturge Anton Tchekhov.

## Biographie
Nikolaï Tchekhov après le lycée de Taganrog, étudie à Moscou à l'école de peinture, sculpture et architecture. Il étudie entre autres dans la classe de Vassili Perov. Il participe ensuite à la rédaction de différentes revues, en tant que dessinateur pour Le Spectateur, Moscou, Le Grillon, Les Éclats, où il lui arrive d'ailleurs d'illustrer des récits de son frère qui y sont publiés. Il est aussi l'auteur de caricatures et à l'inverse de ses frères Anton et Alexander signe de son propre nom ses dessins dans la presse humoristique. Il est, comme sa sœur Macha, ami de Levitan, Korovine et de l'architecte Franz Schechtel.
Anton Tchekhov a critiqué à plusieurs reprises le mode de vie de son frère (qui a tendance à trop boire), déclarant qu'il tue son talent russe et fort pour quelques sous. Comme son frère, il souffre de tuberculose et il en meurt à Louka (près de Soumy) dans la propriété de campagne d'amis de la famille Tchekhov, les Lintvariov, où il est enterré.

## Œuvre

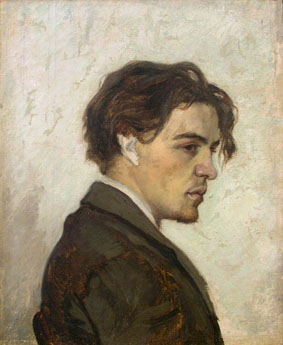
Portrait d'Anton Tchekhov par Nikolaï Tchekhov

Ses œuvres sont exposées au musée d'Art de Taganrog, et au musée Tchekhov de Melikhovo.

## Au cinéma
- Dans Anton Tchekhov - 1890 de René Féret (2015), il est interprété par Robinson Stévenin, et son frère Anton, le grand écrivain, par Nicolas Giraud.

## Source
- (ru) Cet article est partiellement ou en totalité issu de l’article de Wikipédia en russe intitulé « Чехов, Николай Павлович » (voir la liste des auteurs).